# Серафим (Протопопов, Александр Алексеевич)
Архиепископ Серафим (в миру Александр Алексеевич Протопопов; 19 октября 1894, Акишевская — 8 августа 1937, Липецк, Воронежская область) — епископ Русской православной церкви, архиепископ Елецкий и Задонский.

## Биография
Родился 19 октября 1894 года в станице Акишевской Области Войска Донского.
В 1913 году окончил Новочеркасскую гимназию, поступил на историко-филологический факультет Петроградского университета, где занимался научной деятельностью. Состоял научным сотрудником Петроградского университета.
Затем окончил 2 курса Петроградской духовной академии.
1 декабря 1917 года принял монашеский постриг. назначен законоучителем гимназии и псаломщиком.
14 января 1918 года был рукоположён в сан иеромонаха и назначен настоятелем Введенской церкви за Невской заставой в Петрограде. Создал при церкви приходское братство.
В 1920 году — научный сотрудник Географического института.
В 1922 году был переведён настоятелем Старомирожского монастыря. Был возведён в сан архимандрита.
Проявил себя как противник обновленческого движения. Летом 1922 года был арестован, 13 сентября того же года дело прекращено.
В августе 1923 года на собрании православных священнослужителей Петрограда был выбран одним из трёх кандидатов в епископы (двумя другими были иеромонахи Мануил (Лемешевский) и Варлаам (Сацердотский)). Патриарх Тихон принял решение провести епископскую хиротонию иеромонаха Мануила.
Осенью 1923 епископ Мануил (Лемешевский), возглавивший борьбу с обновленчеством в Петрограде, назначил архимандрита Серафима одним из четырёх специальных духовников для клира, принимаемого из обновленчества, а также настоятелем Смоленской церкви в Петрограде (за Невской заставой). Кроме того, был благочинным монастырей Петроградской епархии. Составил «Чин присоединения в православие всех отпавших в обновленчество и другие расколы», утверждённый Патриархом Тихоном.
3 января 1924 года епископ Лужский Мануил (Лемешевский) в своём рапорте предлагал: «В целях скорейшей ликвидации обновленческого движения в округе г. Колпина и его окрестностей и нанесения морального поражения обновленцам в лице одного из видных представителей сего течения настоятеля Колпинского собора протоиерея А. И. Боярского необходимо открыть в пределах Петроградской епархии новое викариатство Колпинское». <…> «Новому викарию предстоит большая деятельность: 1) в Петроградском уезде находятся наиболее крупные заводы окрестностей Петрограда; 2) уезд — центр чуриковщины», предложив в качестве кандидата называет благочинного монастырей и подворий Петроградской епархии архимандрита Серафима (Протопопова), «… достигшего в текущем году законного числа лет на хиротонию в сан епископа, известного широким слоям населения города Петрограда как одного из стойких борцов за православие и с самой хорошей
стороны в рабочих кругах у Невской заставы Петроградского уезда». 4 января 1924 года Патриарх Тихон наложил резолюцию: «Разрешить открыть новое викариатство, хиротонию совершить в Петрограде».
22 января 1924 года был хиротонисан в Петрограде в сан епископа Колпинского, викария Петроградской епархии. Хиротонию совершали епископ Кронштадтский Венедикт (Плотников) (?) и епископ Трофим (Якобчук).
4 марта 1924 года был арестован. Был приговорён к двум годам лишения свободы. Срок заключения отбывал в Соловецком лагере особого назначения.
С 30 ноября 1926 года — вновь епископ Колпинский, викарий Петроградской епархии.
В 1927 года поддерживал митрополита Иосифа (Петровых) в его конфликте с Заместителем Патриаршего Местоблюстителя митрополитом Сергием (Страгородским), хотя большой активности не проявлял. Стал единственным из викариев митрополита Иосифа, который подчинился постановлению Синода от 25 января 1928 года, которое обязало его восстановить поминовение за богослужением имени митрополита Сергия.
С 27 апреля 1928 года — епископ Акскайский, викарий Донской епархии.
С 27 июня 1928 года — епископ Сызранский.
С 25 сентября 1928 года — епископ Стерлитамакский, викарий Уфимской епархии.
С 23 ноября 1928 года — епископ Бакинский, управляющий Ереванской и Сухумской епархиями.
С 3 апреля 1930 — епископ Рыбинский, Викарий Ярославской епархии.
8 февраля 1932 года был арестован, приговорён к трём годам лагерей.
25 февраля 1934 года был освобождён.
С 27 марта 1934 года — управляющий Челябинской епархией.
7 июля 1934 года был назначен епископом Великолуцким, но в управление не вступал.
С 3 августа 1935 года — временно управляющий Елецкой и Липецкой епархиями.
С 30 сентября 1935 года — архиепископ Орловский.
С 19 октября 1935 года — архиепископ Елецкий и Задонский.
Арестован 14 марта 1937 года. Был приговорён к высшей мере наказания и 8 августа 1937 расстрелян.

## Труды
- Чин присоединения в православие всех отпавших в обновленчество и другие расколы.
- Чин освящения храмов, бывших у обновленцев.